# Mira Jaworczakowa
Mira Jaworczakowa (ukr. Міра Яворякова, Mira Yavoryakova, ur. 21 kwietnia 1917 w Sartanie k. Mariupola, zm. 5 października 2009 w Krakowie) – polska pisarka, autorka książek dla dzieci i młodzieży oraz opowiadań historycznych.

## Życiorys
Urodziła się we wsi Sartana, na wschodzie Ukrainy. Studiowała fizykę na Uniwersytecie Warszawskim. Jej utwory dla najmłodszych ukazywały się w ramach serii „Poczytaj mi mamo”. Była współpracownikiem prasy dziecięcej i młodzieżowej („Płomyk”, „Iskierki”, „Świerszczyk”) oraz Polskiego Radia. Do jej najbardziej znanych książek należą: Jacek, Wacek i Pankracek, Oto jest Kasia i Majka z Siwego Brzegu. Dwie pierwsze były przez wiele lat lekturami obowiązkowymi w najmłodszych klasach szkoły podstawowej.
W 1983 została uhonorowana Nagrodą Miasta Krakowa.
Zmarła w wieku 92 lat. Została pochowana na cmentarzu Rakowickim w Krakowie.

## Twórczość
- Marmotek z gór (1946 albo 1947, wydana pod nazwiskiem Mira Wiśniewska)
- Kolorowa kołderka (1951, wydana pod nazwiskiem Mira Wiśniewska)
- Hasło: Szkoła (1953)
- Jacek, Wacek i Pankracek (1955)
- Zielone pióro (1956)
- Oto jest Kasia (1959)
- Przyjaciel na zawsze (1960; 8 opowiadań)
- Najmniejszy podróżnik (1961)
- Coś ci powiem, Stokrotko (1962)
- Po słonecznej stronie (1964; powieść o dorastającej nastolatce; wydana w kolekcji Biblioteka Młodych[4]; tytuł nawiązuje do piosenki On the Sunny Side Of the Street Elli Fitzgerald, ulubionej piosenkarki bohaterki)
- Majka z Siwego Brzegu (1973)
- Gdy odbijamy od portu (1975; o Koperniku)
- Wszystkim swoje księgi kładę (1980)

Seria Poczytaj mi mamo
- A co się stało z derkaczem (1955)
- Łąkowa piosenka (1952)
- Niebieskie piórko (1956)
- Sanki (1961)